# 2 Sextantis
2 Sextantis är en orange jätte i Vattenormens stjärnbild. Trots sin Flamsteed-beteckning tillhör den inte Sextantens stjärnbild. Den ligger på gränsen mellan stjärnbilderna och fick byta tillhörighet vid översynen av gränser mellan stjärnbilderna år 1930 och benämns efter bytet av stjärnbild ofta med sin HD-beteckning, HD 83425.
2 Sextantis har visuell magnitud +4,68 och är synlig för blotta ögat vid normal seeing. Den befinner sig på ett avstånd av ungefär 295 ljusår.